# 大阪ラブ&ソウル
『大阪ラブ&ソウル』（おおさかラブアンドソウル）は、2010年11月6日に放送されたNHKの単発スペシャルドラマである。文化庁芸術祭参加作品である。

## 概要
大阪府を舞台に、ミャンマー、難民、済州島四・三事件をおりまぜた物語である。

## あらすじ
大阪に暮らす、在日コリアン三世の青年・金田哲浩（永山絢斗）の恋人は、ミャンマー人の難民であるネイチーティン（ダバンサイヘイン）。2人の愛の前には様々な問題が立ちはだかった。

## キャスト
- 永山絢斗
- ダバンサイヘイン
- 岸部一徳
- 三林京子
- 新屋英子
- 小市慢太郎
- 吉井有子
- 南果歩
- 石倉三郎
- 阿南健治

## スタッフ
- 作：林海象
- 音楽：村松崇継
- 制作統括：越智篤志、青木信也
- 演出：安達もじり